# Monastère de Ragya

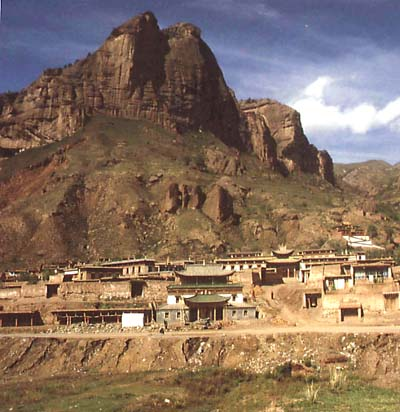
Le monastère de Rakya

Le monastère de Rakya ou Rabgya, au Tibet Rakya Gompa (Wylie rva rgya dgon pa, Chin. Lajia Si) est le plus grand et le plus important monastère Gelugpa  (une des 4 écoles majeur du Bouddhisme tibétain avec les Nyingmapa, Kagyüpa et Sakyapa) situé dans la préfecture autonome tibétaine de Golog.

## Situation géographique et historique
Il est situé dans le district de Maqên (玛沁县), région de Golog果洛, dans l’ancienne région tibétaine de l’Amdo, incorporée par la Chine à la province du Qinghai, à environ 350 km au sud de Xining sur la rive nord de la rivière Ma Chu fleuve Jaune. Il a été fondé en 1769 et s'est développé et a compris 800 moines et les cinq facultés de l'étude à l'un des plus importants grands monastères tibétains dans le sud de l’Amdo.

## Troubles en 2009

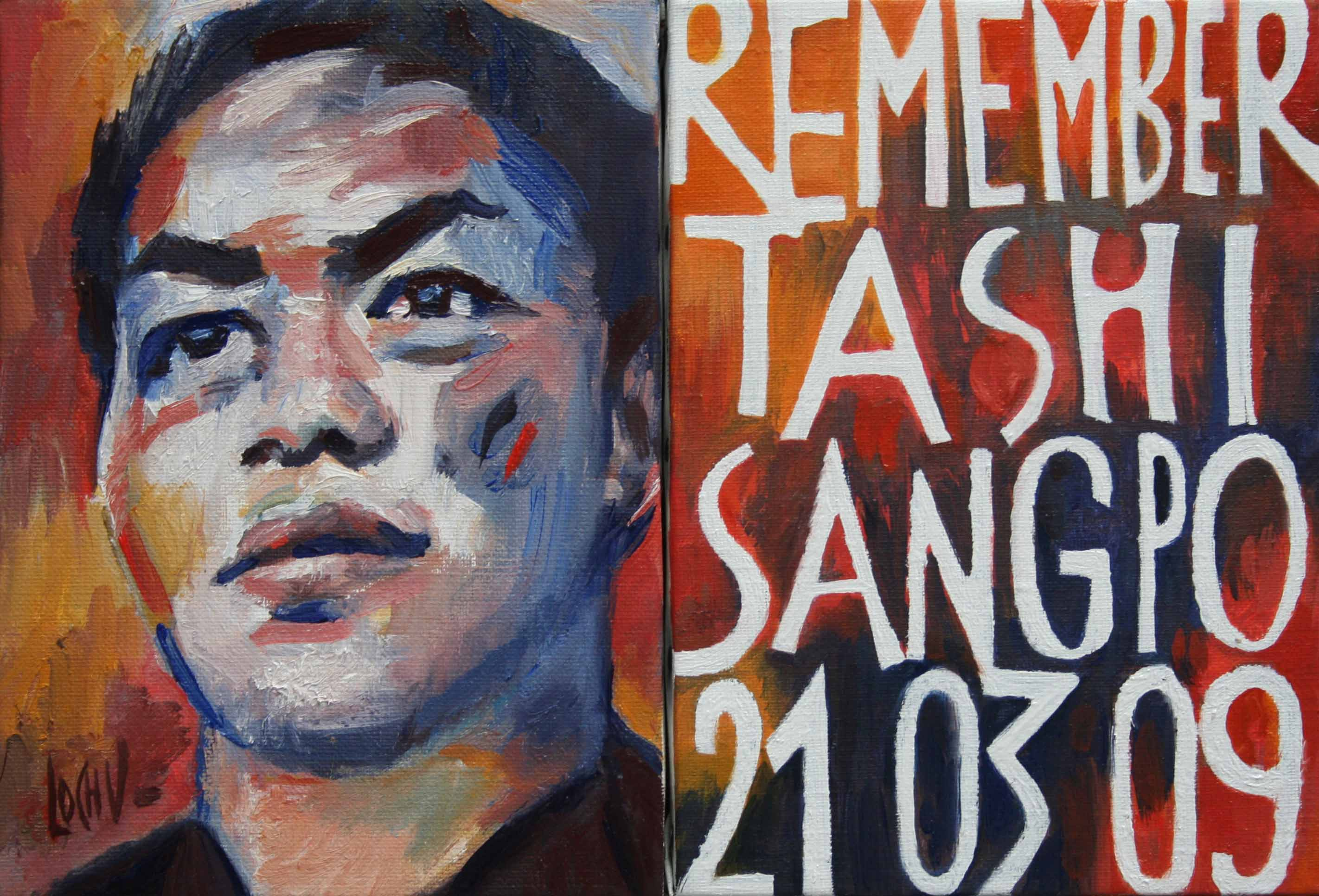
"Remember Tashi Sangpo", huile sur toile du peintre Claude-Max Lochu

Selon le Gouvernement tibétain en exil, une manifestation a opposé 4 000 personnes à la police chinoise après le suicide de Tashi Sangpo, un moine du monastère de Ragya survenue le 21 mars 2009, après son arrestation la veille pour avoir prétendument hissé le drapeau du Tibet sur le toit du monastère. Il aurait échappé à ses gardes et se serait noyé dans le Fleuve Jaune. Selon l’agence Chine nouvelle, 6 personnes ont été arrêtées et 89 autres se seraient "rendues" ,,.
Shingsa Rinpoché, responsable du monastère de Ragya, en exil en Inde depuis 1997 a écrit aux autorités chinoises pour exprimer sa déception devant « l’immense souffrance » infligée par l’armée chinoise.